# 星夜故事秀
《星夜故事秀》是北京电视台文艺频道（2套节目）的一档娱乐节目，原为晚间档，2006年7月4日改为黄金档播出， 由郭德纲、徐春妮主持。